# Хальдер, Вероника
Вероника Хальдер (нем. Veronika Halder, 14 октября 1980, Халль-ин-Тироль, Тироль) — австрийская саночница, выступавшая за сборную Австрии с 2000 года по 2011-й. Участница двух зимних Олимпийских игр, обладательница двух серебряных и двух бронзовых медалей европейского первенства, двукратная победительница австрийского чемпионата.

## Биография
Активно заниматься санным спортом начала в возрасте десяти лет, первое время выступала на естественных трассах в натурбане, в 14 перешла на искусственные покрытия. На молодёжных чемпионатах мира дебютировала в 1996 году выиграв бронзовую медаль на трассе в канадском Калгари. Три года спустя на мировом первенстве среди юниоров в Иглсе завоевала бронзу в двух дисциплинах, в одиночном разряде и состязаниях смешанных команд. В 2000 году на соревнованиях в немецком Альтенберге заняла третье место в чемпионате мира.
В сезоне 2000/01 впервые приняла участие в заездах Кубка вызова, а год спустя дебютировала на Кубке мира, заняв девятое место мирового рейтинга саночниц и окончательно закрепившись в основном составе сборной. На чемпионате мира 2003 года в латвийской Сигулде заняла пятое место, в следующем году на соревнованиях в японском Нагано повторила это достижение, — эти пятые места стали лучшими её результатами на мировых первенствах за карьеру. В 2004 году Хальдер завоевала бронзовую медаль на чемпионате Европы в немецком Оберхофе, а кубковый сезон завершила на пятой позиции общего зачёта.
На Олимпийских играх 2006 года в Турине финишировала пятой. Окончила сезон золотой медалью национального первенства и шестой строкой мирового рейтинга саночниц. На чемпионате Европы 2008 года в итальянской Чезане выиграла бронзу в одиночном разряде и серебро в программе смешанных команд, а также во второй раз стала чемпионкой Австрии. На Олимпийских играх 2010 года в Ванкувере показала двенадцатое время. После Олимпиады продолжила соревноваться на крупнейших международных стартах, но из-за высокой конкуренции в команде после седьмой позиции на чемпионате мира 2011 года приняла решение завершить карьеру. Всего на профессиональном уровне Хальдер занималась санным спортом почти двадцать лет.